# Rhodesian ridgeback
Rhodesian ridgeback, também chamado leão-da-rodésia ou leão-do-zimbábue, é uma raça de cães de caça oriunda do Zimbábue, na África. Possui uma faixa de pelos invertidos no dorso, conhecida como "ridge" ou "crista dorsal". A raça foi criada pelo povo nômade coissã, através de cruzamentos seletivos entre cães indígenas  com cães vindos da Europa.

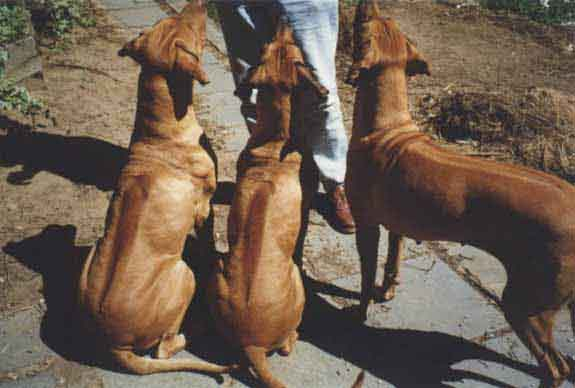
Crista dorsal aparente.

Um de seus ancestrais era um cão semisselvagem, usado para a guarda; fisicamente era de tamanho médio e com uma inversão de pelo no dorso. Acredita-se que esta raça tenha vivido no Egito Antigo, 4 000 a.C, já que cães com "cristas" foram retratados em murais egípcios. Fisicamente, a maior característica do Rhodesian ridgeback é a sua crista, que veio da parte africana dos cruzamentos, ao passo que a europeia contribuiu para o tamanho, o faro, a mordida, a velocidade e a cor atuais. Versátil, pode ser usado como caçador de presas grandes e pequenas (ficou conhecido por ser utilizado na caça aos leões), como farejador policial, como um cão guia e como animal de tração. Por ter um temperamento considerado dócil e fácil apesar do tamanho, destaca-se em treinamentos de obediência.
Em 1914, chegou à Grã-Bretanha o primeiro Rodhesian ridgeback. Seu nome era Cuff e ele foi exposto no The Crystal Palace, como cachorro exótico. Três anos depois, John Player importou outro RR. Em 1932, Player apresentou dois cachorros no "Cristal Palace Club Show": Lebenguela e Juno. Desde então, a criação de RR começou a se desenvolver de maneira regular, juntamente com a da África do Sul, apesar das dificuldades geradas pela quarentena inglesa. A raça então se estabeleceu e nos anos 50, alguns canis e alguns cães exerceram uma profunda influência na criação dos RR na Europa continental.
Ao final da Segunda Guerra Mundial, a raça Rhodesian ridgeback é uma raça bastante conhecida em alguns países como nos Estados Unidos da América. Na Grã-Bretanha, onde tinha ficado conhecida, logo após a sua oficialização. Foi nesses anos que a raça começou a ser mais conhecida fora de África.